# FK Nischni Nowgorod (2007)
Der FK Nischni Nowgorod (russisch Футбольный Клуб Нижний Новгород, Futbolny Klub Nischni Nowgorod) war ein russischer Fußballverein aus Nischni Nowgorod. Er wurde 2007 gegründet und spielte in der 1. Division.

## Geschichte
Der Verein wurde 2007 auf der Grundlage des Amateurteams „Telma-Wodnik“, das nur Spiele in der regionalen Meisterschaft bestritt, gegründet. Am 11. Mai 2007 wurde ein Vertrag mit dem anderen Fußballverein der Stadt „Wolga“ geschlossen, nachdem Spieler, die nicht in der Stammmannschaft spielten, für den FK Nischni Nowgorod auflaufen. Im Gegenzug musste sich der Club den Zusatz „Wolga-D“ an seinen Namen anhängen. In der ersten Saison (2007) wurde in der 4. russischen Liga am Ende der dritte Platz in der Gruppe „Priwolsche“ erreicht und somit stieg der Verein in die 2. Division in die Gruppe Ural-Powolschje auf. Mit dem Aufstieg in den Profifußball trat der Vertrag außer Kraft. Der Start war in der Saison 2008 weniger gut. Aber in der zweiten Hälfte der Saison konnte das gesetzte Ziel, unter die ersten drei zu kommen, mit einer Serie von 9 Siegen erreicht werden. Durch die Finanzkrise konnten eine Reihe von Clubs nicht in der 1. Division spielen. Deshalb wurde dem FK Nischni Nowgorod angeboten, obwohl sie nicht den erforderlichen ersten Platz erreicht hatten, in der ersten Division zu spielen.
Nachdem die Finanzierung durch den Bürgermeister der Stadt Wadim Bulawino abgesichert wurde, nahm der Club das Angebot an. Der Club spielte deshalb in der Saison 2009 in der ersten Division und hielt sich dort nach Platz 13 und zwei dritten Plätzen bis zur Saison 2011/12. Danach wurde dem Klub wegen enormer Schulden und mangelnder Sicherheit am 20. Juni 2012 die professionelle Lizenz entzogen. Anschließend fusionierte der Verein mit Wolga Nischni Nowgorod.
Der Verein änderte seinen Namen zweimal im ersten Jahr:
- Januar–Mai 2007: FK Nischni Nowgorod
- Mai–Dezember 2007: Nischni Nowgorod-Wolga-D
- ab Dezember 2007: FK Nischni Nowgorod

## Stadion
Das Stadion „Serwerny“ (das Nördliche) war das Heimstadion des FK Nischni Nowgorod. Es finden 3180 Zuschauer auf zwei Tribünen (eine davon überdacht) Platz. Das Stadion verfügt über Flutlicht und Kunstrasen mit Entwässerung und Rasenheizung. Das Spielfeld hat die Maße 105 × 72 m. Das Stadion ist mit dem Trolleybus, Bus und der Marschrutka zu erreichen.

## Trainer
- Ilja Wladimirowitsch Zymbalar (2008, 2009)

## Erfolge
- 3. Platz in der 4. russischen Liga (2007)
- 3. Platz in der 3. russischen Liga (2008)
- 12. Platz in der 2. russischen Liga (2009)
- Erreichen des Achtelfinals des Russischen Pokals 2009/10